# August Blom
August Martin Blom (Kopenhagen, 26 december 1869 – aldaar, 10 januari 1947) was een Deens filmregisseur.
August Blom begon in 1893 als acteur te werken. Van 1907 tot 1910 was hij verbonden aan het Volkstheater in Kopenhagen. Vanaf 1909 was hij werkzaam bij de filmmaatschappij Nordisk Film. Zijn regiedebuut maakte hij in 1910. Als belangrijkste productie van Blom geldt de dramafilm Atlantis (1913) naar de gelijknamige novelle van de Duitse auteur Gerhart Hauptmann. In de jaren '20 verliet hij Nordisk Film. Hij opende toen de bioscoop Strandteatret in Kopenhagen. Van 1934 tot aan zijn dood leidde hij de bioscoop Kinopalæet.

## Filmografie (selectie)
- 1910: Den hvide Slavehandel
- 1910: Hamlet
- 1911: Den farlige Alder
- 1911: Ved Fængslets Port
- 1911: Balletdanserinden
- 1911: Mormonens Offer
- 1912: Vampyrdanserinden
- 1913: Atlantis
- 1914: Ægteskab og Pigesjov
- 1916: Syndens Datter
- 1916: Verdens Undergang
- 1922: Præsten i Vejlby